# Fredrik Dahlbom
Karl Fredrik August Dahlbom, född 25 december 1884 i Nyköpings västra församling, Södermanlands län, död 15 januari 1976 i Uppsala domkyrkoförsamling, Uppsala,
var en svensk teolog.
Dahlbom blev teologie doktor i Uppsala 1923 med avhandlingen A. Monod som predikant. Han blev komminister i Helga Trefaldighets församling 1924 och docent i praktisk teologi vid Uppsala universitet 1927. Han gav bland annat ut Den svenska folkskolans kristendomsundervisning 1842–1919. Fredrik Dahlbom är begravd på Uppsala gamla kyrkogård.